# Мередіт Діллман
Мередіт Діллман (англ. Meredith Dillman) — художниця фентезі та ілюстраторка із Міннесоти, яка спеціалізується на феях та казкових картинах. Вона опублікувала кілька художніх книжок та ілюструвала обкладинки та інтер'єри художніх книг і романів.

## Життєпис

### Навчання та впливи
У 2002 році Мередіт закінчила Університет штату Міннесота Мурхед зі ступенем бакалавра образотворчого мистецтва за спеціальністю «ілюстрація», і частину свого часу навчання проводила в Японії.. Її роботи були частково натхненні манґою. Вона заявила, що на неї вплинули стилі модерн, манґа та інші азійські впливи, рух прерафаелітів, а також фентезі та казки, які їй подобалися в дитинстві.

### Особисте життя
Мередіт народилася і виросла у Міннесоті. Зараз вона живе у Вісконсині разом із двома котами та своїм чоловіком.

## Праці
Мередіт проілюструвала обкладинки та інтер'єри низки різноманітних романів, рольових ігор та художніх інструкцій. Хоча більшість її робіт створені аквареллю, вона також використовує акрил і перо та туш.
Відбитки та оригінали її робіт регулярно з'являються на виставках наукової фантастики та фентезі. У 2005 році деякі її роботи були доступні в мережі магазинів Hot Topic.

### Художня та довідкова література
- Акварель легко і просто: феї та фантазії (Watercolor Made Easy: Fairies & Fantasy; 2009, Walter Foster Publishing, ISBN 978-1-60058-141-0)[4]
- Студія модного мистецтва «Фантазія» (Fantasy Fashion Art Studio; 2013, Impact, ISBN 978-1-4403-2831-2)[5]
- Малюй та розфарбовуй у будь-якому середовищі: Феї (Trace & Color in Any Medium: Fairies; 2015, Walter Foster Publishing, ISBN 978-1-60058-483-1)[6]
- Лисиці та феї (Foxes & Fairies; 2017, опубліковано самостійно, ISBN 978-0-692-86816-4)[7]
- Химерна феєрична мода (Fanciful Fairy Fashion; 2018, власна публікація, ISBN 978-1-71751-777-7)[8]

### Ілюстрації обкладинки
- Принц-дракон Террі Прая (2005, «Останній меч», ISBN 0-9723587-5-7)
- ФейріБорн Террі Прая (2005, Final Sword, ISBN 1-934153-53-2)
- Мерк'юрі Брайтмен: Перший знак, Мері Е. Гобер (2007, Lulu, ISBN 978-1-4303-1464-6)

### Ілюстрації інтер'єру
- ArtWanted.com Творчі уми (2004, Art Slam Press, ISBN 0-9763304-1-5)
- Акварельні феї Девіда Річа та Анни Франклін (2004, Watson-Guptill, ISBN 0-8230-5640-6)
- 500 казкових мотивів Майрі Петтіт (2005, Collins & Brown, ISBN 1-84340-302-1)
- Як малювати та розфарбовувати фей Лінди Рейвенскрофт (2005, Watson-Guptill, ISBN 0-8230-2383-4)
- Русалка Тери, редакція Еллен Мілліон (2005, Ellen Million Graphics, ISBN 1-933603-00-3)
- Як малювати та розфарбовувати казкову країну: покроковий посібник зі створення світу фей Лінди Рейвенскрофт (2008, Barron's Educational Series, ISBN 978-0-7641-3953-6)
- Вампірське мистецтво сьогодні Жасмін Бекет-Гріффіт і Метью Девіда Бекета (2011, Harper Design, ISBN 978-0-06-202571-5)
- Акварельне казкове мистецтво: як оживити своє казкове мистецтво Сари Беррієр (2014, Barron's Educational Series, ISBN 978-1-4380-0436-5)
- Пентакль, різні ілюстрації

### Ігрові ілюстрації
- Book of the Fantastical Стівена К. Брауна, частина рольової гри The Everlasting (2003, Visionary Entertainment Studio, ISBN 188735803X)
- The Magician's Companion Стівена К. Брауна, частина рольової гри The Everlasting (2004, Visionary Entertainment Studio, ISBN 1887358056)
- Останні сутінки CCG

## Визнання та відгуки
Під час навчання в коледжі Мередіт Діллман отримала кілька нагород від газетної асоціації Міннесоти за ілюстрації та комікси в студентській газеті університету. Вона стане почесним гостем художника на MarsCon 2019.
Її роботи були прийняті та виставлені в багатьох галереях, включаючи The Galallery у Сан-Франциско та Eight and Sand Gallery у Сіетлі у 2016 році, Інституті мистецтв Міннеаполіса у 2010 році та численні виставки в галереї Eye of Horus у 2006—2008 році.